# Толгоєк
Толгоєк (рос. Толгоек) — село Чемальського району, Республіка Алтай Росії. Входить до складу Чемальського сільського поселення.
Населення — 161 особа (2015 рік).